# Prix Félicien-Gauvreau
Prix Félicien-Gauvreau är ett montélopp för treåriga hingstar som äger rum i mars på Hippodrome de Vincennes i Paris i Frankrike. Det är ett Grupp 2-lopp, man måste minst ha sprungit in 15 000 euro för att få starta. Den samlade prissumman 120 000 euro, varav 54 000 euro i förstapris.

## Vinnare
| År   | Häst             | Far              | Kusk                  | Tränare              | Tid/km |
| ---- | ---------------- | ---------------- | --------------------- | -------------------- | ------ |
| 2025 | Meteore de Simm  | Boccador de Simm | Mathieu Mottier       | Mathieu Mottier      | 1'15"5 |
| 2024 | Lucky Sibey      | Etonnant         | Éric Raffin           | Jean-Michel Baudouin | 1'15"6 |
| 2023 | Kyt Kat          | Booster Winner   | Mathieu Mottier       | Thomas Levesque      | 1'14"4 |
| 2022 | Jaspers Turgot   | Korean           | David Thomain         | Franck Anne          | 1'14"7 |
| 2021 | Ici C'est Paris  | Dollar Macker    | Christopher Corbineau | Philippe Allaire     | 1'15"5 |
| 2020 | Heart of Gold    | Bird Parker      | David Thomain         | Philippe Allaire     | 1'16"4 |
| 2019 | Gala Tejy        | Atlas de Joudes  | Paul-Philippe Ploquin | Christophe Chalon    | 1'15"3 |
| 2018 | First Daidou     | Univers de Pan   | Romain Derieux        | Romain Derieux       | 1'18"2 |
| 2017 | Eye of The Storm | Village Mystic   | Yoann Lebourgeois     | Philippe Allaire     | 1'16"0 |
| 2016 | Dreamer Delo     | Ready Cash       | Éric Raffin           | Sébastien Guarato    | 1'17"0 |
| 2015 | Che Jenilou      | Goetmals Wood    | Éric Raffin           | Sébastien Guarato    | 1'17"7 |
| 2014 | Bird Parker      | Ready Cash       | Yoann Lebourgeois     | Philippe Allaire     | 1'16"4 |